# Stadio Nuovo Romagnoli
Das Stadio Nuovo Romagnoli ist ein Fußballstadion in der italienischen Stadt Campobasso in der gleichnamigen Provinz der Region Molise. Derzeit nutzt der 2013 neugegründete Verein SSD Città di Campobasso das Stadion. Die Sportstätte trägt auch den Beinamen Selvapiana und hat insgesamt 25.000 Plätze. Es gibt Bestrebungen; das Stadion nach Michele Scorrano zu benennen. Er war in den 1970er und 80er Jahren Kapitän von Campobasso Calcio und ist im Februar 2009 an einem Herzinfarkt im Alter von 57 Jahren verstorben.

## Geschichte
Entworfen wurde das Stadion von Costantino Rozzi; der frühere Präsident von Ascoli Calcio war auch u. a. für die Stadien Stadio Cino e Lillo Del Duca in Ascoli Piceno, das Stadio Via del Mare in Lecce und das Stadio Partenio-Adriano Lombardi in Avellino verantwortlich. Nach dem Baubeginn 1983 wurde zwei Jahre später das neue Fußballstadion eingeweiht. Die erste Partie bestritt der damalige Verein Campobasso Calcio gegen den damals amtierenden Meister Juventus Turin. Es war das Achtelfinale der Coppa Italia 1984/85 und im Hinspiel bezwangen die Gastgeber die Juve mit 1:0 Toren. Das Rückspiel endete mit einem 1:4-Sieg der Turiner.
Das Stadion von Campobasso ist nahezu baugleich mit dem Stadio Ciro Vigorito in Benevento; welches ebenfalls von Costantino Rozzi stammt. Eine rechteckige Grundform mit umlaufend doppelstöckigen Tribünen; die dicht an das Spielfeld aus Naturrasen heranreichen. Nur ein Teil der Haupttribüne ist von einem Dach geschützt. Der SSC Neapel musste vom September 2001 bis Januar 2002 sein heimisches Stadio San Paolo verlassen, da das Stadion bei einem Unwetter beschädigt wurde. Während dieser Zeit zog die Mannschaft des SSC in das Stadion von Campobasso um.
Ein Mal trug die italienische Fußballnationalmannschaft der Männer bisher ein Länderspiel im Stadion von Campobasso aus.
- 3. Juni 2003, Freundschaftsspiel:  Italien –  Nordirland 2:0